# James Martinez (zápasník)
James Michael "Jim" Martinez (* 14. listopadu 1958 Osseo, Minnesota) je bývalý americký zápasník. V roce 1984 vybojoval na olympijských hrách v Los Angeles bronzovou medaili v zápase řecko-římském v kategorii do 68 kg. V roce 1983 vybojoval 2. místo na Panamerických hrách.